# Vorarlberger Landtag

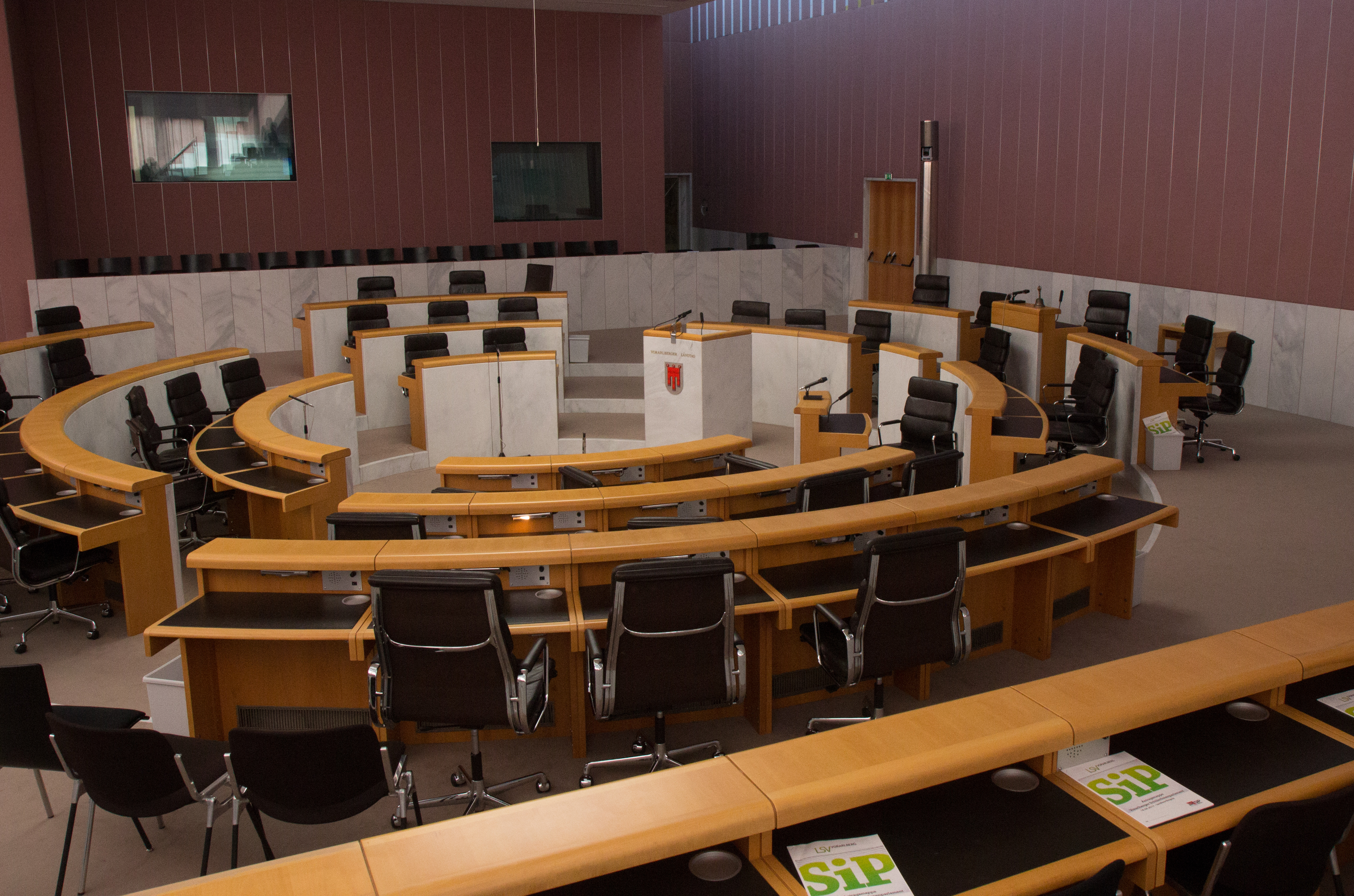
Landtagssitzungssaal

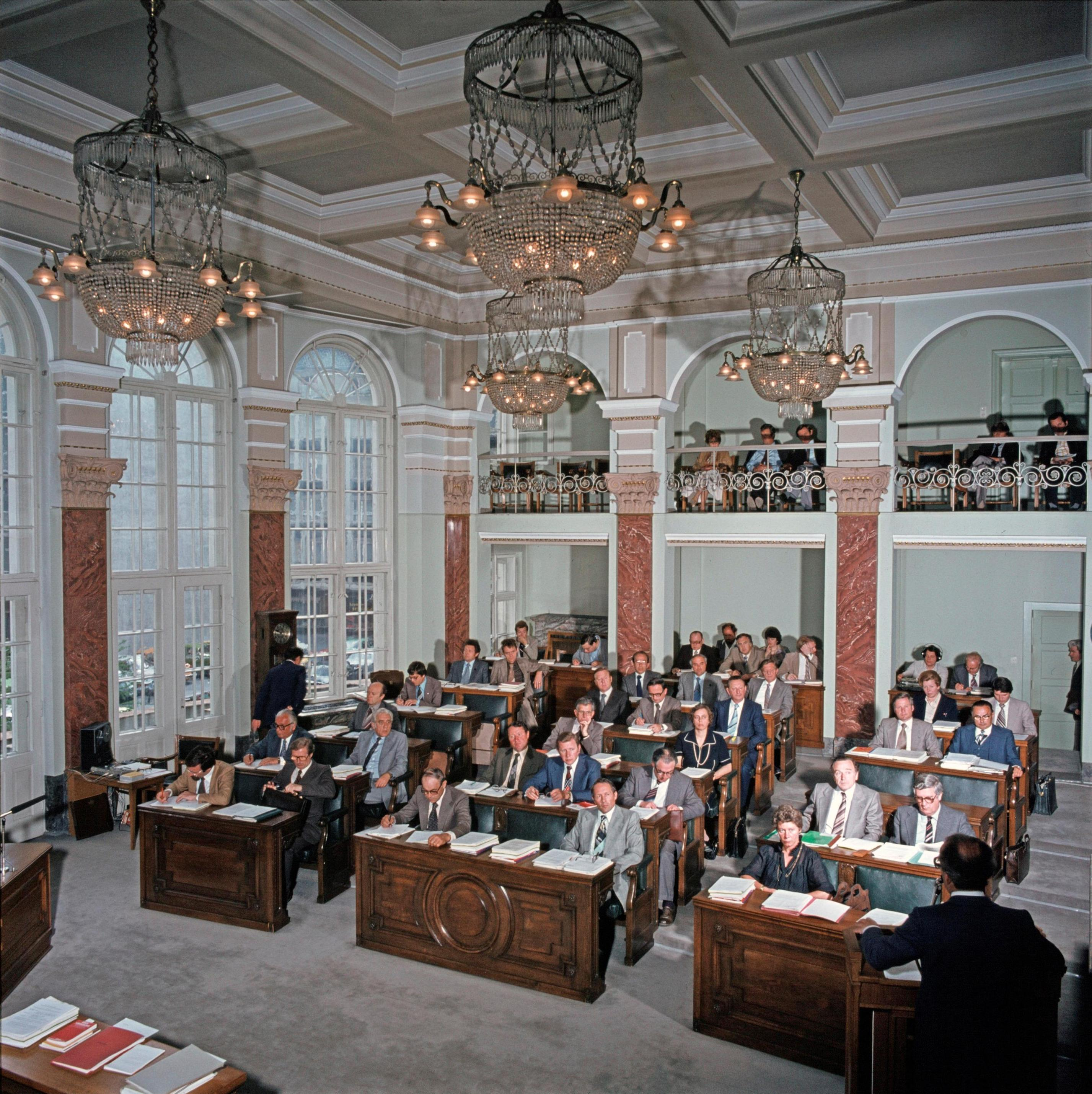
Sitzung im Sitzungssaal des alten Landhauses in der Bregenzer Innenstadt (1979)

Der Vorarlberger Landtag ist das Parlament des Landes Vorarlberg. Er allein ist zur Gesetzgebung für den selbständigen Wirkungsbereich des Landes berufen, da in Österreich auf Landesebene das Einkammernsystem verwirklicht ist. Wie seine Pendants in Salzburg, Kärnten, Tirol und im Burgenland hat er 36 Abgeordnete. Sitz des Landtags ist das Landhaus in Bregenz, in dem auch die Landesregierung und das Amt der Vorarlberger Landesregierung untergebracht sind.

## Wahl
Der Landtag wird auf der Grundlage des allgemeinen, gleichen und geheimen Verhältniswahlrechts gewählt. Wahlberechtigt sind dabei alle österreichischen Staatsbürger, die am Stichtag das 16. Lebensjahr vollendet und ihren Wohnsitz in Vorarlberg haben. In den Landtag einziehen können Parteien, wenn sie entweder in einem der vier Wahlkreise ein Grundmandat erlangen oder ein Ergebnis von mindestens fünf Prozent erreichen; im Übrigen gilt ein Verhältniswahlrecht.
Die Gesetzgebungsperiode beträgt fünf Jahre. Art. 16 Abs. 2 der Landesverfassung bestimmt hierzu: „Die Landtagsperiode beginnt mit dem Tag, an dem sich der neugewählte Landtag zu seiner ersten Sitzung versammelt. Sie endet mit dem Beginn der nächsten Landtagsperiode.“ Ist ein neuer Landtag gewählt, wird er vom rangältesten Mitglied des Landtagspräsidium der letzten Legislaturperiode, das auch im neugewählten Landtag vertreten ist, einberufen. Gehört dem neugewählten Landtag kein Präsidiumsmitglied des alten Landtags mehr an, ist er vom ältesten neugewählten Abgeordneten einzuberufen. Dieser führt bis zur Wahl eines Präsidiums auch den Vorsitz. Nach der Wahl des Präsidiums haben die Abgeordneten in die Hand des neugewählten Präsidenten folgende Formel zu geloben:
„Ich gelobe, die Verfassung genau zu beachten und die Pflichten eines Abgeordneten gewissenhaft zu erfüllen.“

## Zusammensetzung
Die Mandate des Vorarlberger Landtags verteilten sich in den letzten fünf Legislaturperioden wie folgt auf die vertretenen Fraktionen:

## Organisation

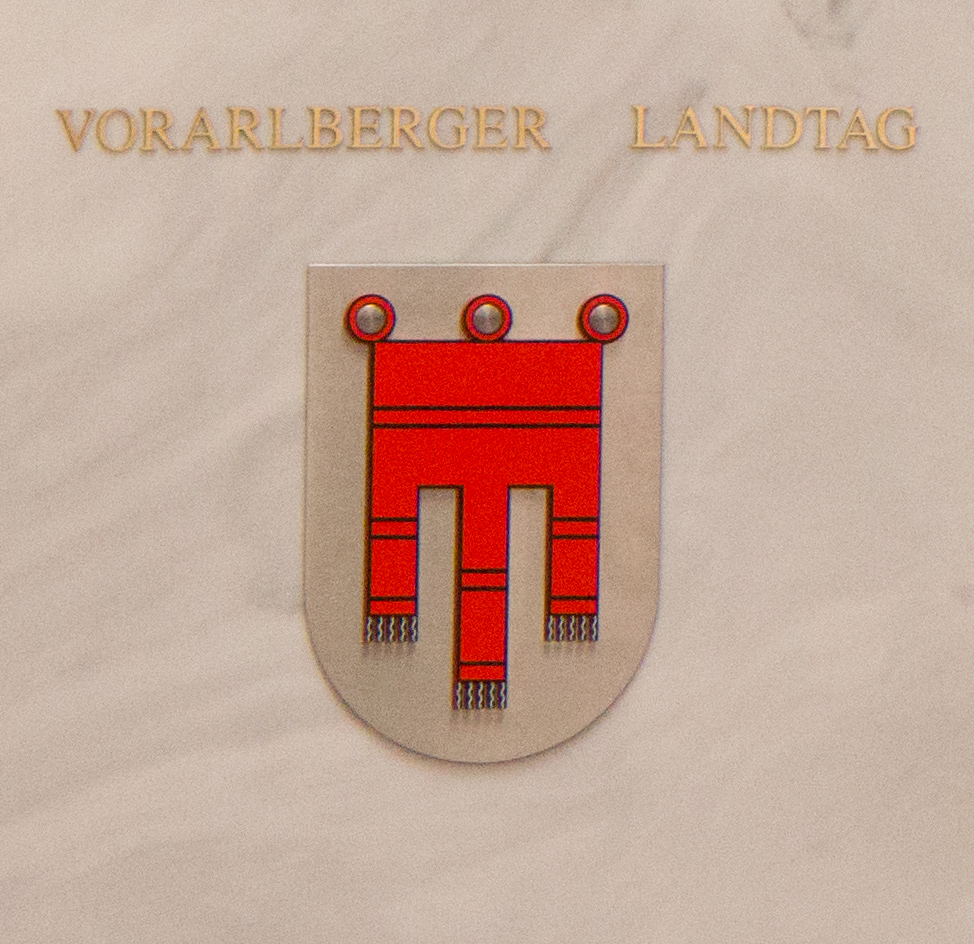
Das Vorarlberger Landeswappen am Rednerpult des Landtages

Der Landtag gibt sich durch Beschluss eine eigene Geschäftsordnung, die aktuelle Fassung stammt aus dem Jahr 2007. Weitere ihn betreffende Bestimmungen finden sich in der Vorarlberger Landesverfassung sowie im Bundes-Verfassungsgesetz.

### Landtagspräsidium
Der Landtag wählt aus seiner Mitte einen Präsidenten und zwei Stellvertreter (Vizepräsidenten), zusammen bilden sie das Landtagspräsidium. Für gewöhnlich kommt der Sitz des Präsidenten der stärksten Landtagspartei zu. Der Landtagspräsident führt den Vorsitz, er vertritt den Landtag auch nach außen, hat für Ruhe im Sitzungssaal zu sorgen und hat die Personalhoheit über die Beschäftigten der Landtagsdirektion. Er wird bei Verhinderung durch die Vizepräsidenten vertreten. Erlischt eines der Ämter im Präsidium, hat der Landtag eine Ersatzwahl vorzunehmen. Dem Landtagspräsidium dürfen Mitglieder der Landesregierung nicht angehören. Der derzeitige Präsident des Landtags ist Harald Sonderegger (ÖVP), erste Vizepräsidentin ist Monika Vonier (ÖVP), zweite Vizepräsidentin Sandra Schoch (GRÜNE).

### Klubs
Die im Landtag vertretenen Gruppierungen und Parteien schließen sich für gewöhnlich zu Klubs zusammen. Landtagsfraktionen mit wenigstens drei Mitgliedern haben das Recht, einen Landtagsklub zu bilden.
„Jeder Landtagsklub hat aus seiner Mitte einen Obmann und einen Obmannstellvertreter zu wählen. Das Ergebnis der Konstituierung ist dem Präsidenten schriftlich oder in jeder technisch möglichen Form anzuzeigen. Abgeordnete, die keinem Landtagsklub angehören, können sich einem solchen als ständige Gäste anschließen. Diese Gäste zählen bei der Berechnung der Stärke des Landtagsklubs mit.“
Von der Klubstärke hängt auch die Gewährung gewisser finanzieller und materieller Förderungen ab.  Klubobmann der FPÖ Christof Bitschi, Klubobfrau der Grünen Eva Hammerer, Klubobmann von NEOS ist Johannes Gasser und Roland Frühstück ist derzeitiger ÖVP-Klubobmann.

### Ausschüsse
Der Vorarlberger Landtag kann zur Vorbehandlung bestimmter Beratungsgegenstände Ausschüsse einsetzen. Diese setzen sich aus Abgeordneten der Parteien zusammen, sie können wenn nötig auch zur Mitarbeit in den Ausschüssen gezwungen werden. Der Ausschuss kann nach einer Abstimmung einen Berichterstatter aus der Mitte seiner Mitglieder einsetzen, der den Mehrheitsbeschluss im Landtag vorzustellen und zu vertreten hat. Derzeit existieren 14 Ausschüsse, die dem Vorarlberger Landtag angegliedert sind.

### Landtagsdirektion
Die Geschäftsstelle des Landtages ist die Landtagsdirektion mit dem Landtagsdirektor an ihrer Spitze. Die Direktion ist zuständig für die Verwaltung der Angelegenheiten des Landtages. Dazu gehören etwas die Vorbereitung der Landtagssitzungen, die Erstellung von Protokollen und die Klärung rechtlicher Fragen. Der Landtagsdirektor ist an die Weisungen des Landtagspräsidenten gebunden. Derzeit ist Borghild Goldgruber-Reiner Vorarlberger Landtagsdirektorin.

## Beschlussfassung
Die Beschlussfassung im Landtag erfolgt prinzipiell durch Zustimmung der absoluten Mehrheit an Abgeordneten, also mit 50 % und eine Stimme. Davon ausgenommen sind diverse Minderheitenrechte, wie die Befassung des Landesrechnungshofes mit der Prüfung der Rechnungsgebarung des Landes, einer seiner Behörden oder eines Unternehmens an dem das Land Mehrheitseigentümer ist. Diese benötigen weniger als die Hälfte der Stimmen. Mehr als die absolute Mehrheit der Abgeordnetenstimmen ist für die Beschlussfassung über Landesverfassungsgesetze, die nur mit einer qualifizierten Mehrheit von zwei Dritteln der Stimmen beschlossen werden können, notwendig.
Obwohl die ÖVP von 1945 bis 2014 mit Ausnahme der Gesetzgebungsperiode des Landtages zwischen 1999 und 2004 die absolute Mehrheit im Landtag hielt, regierte sie bis zum Jahr 2009 immer in einer Koalitionsregierung mit einer der kleineren Parteien. Bis 1974 war dies die SPÖ, in den Folgejahrzehnten jedoch die FPÖ. Von 2009 bis 2014 regierte die ÖVP allein. Seit 2014 wird Vorarlberg von einer schwarz-grünen Koalition aus Vorarlberger Volkspartei und Vorarlberger Grünen regiert.

## Kompetenzen

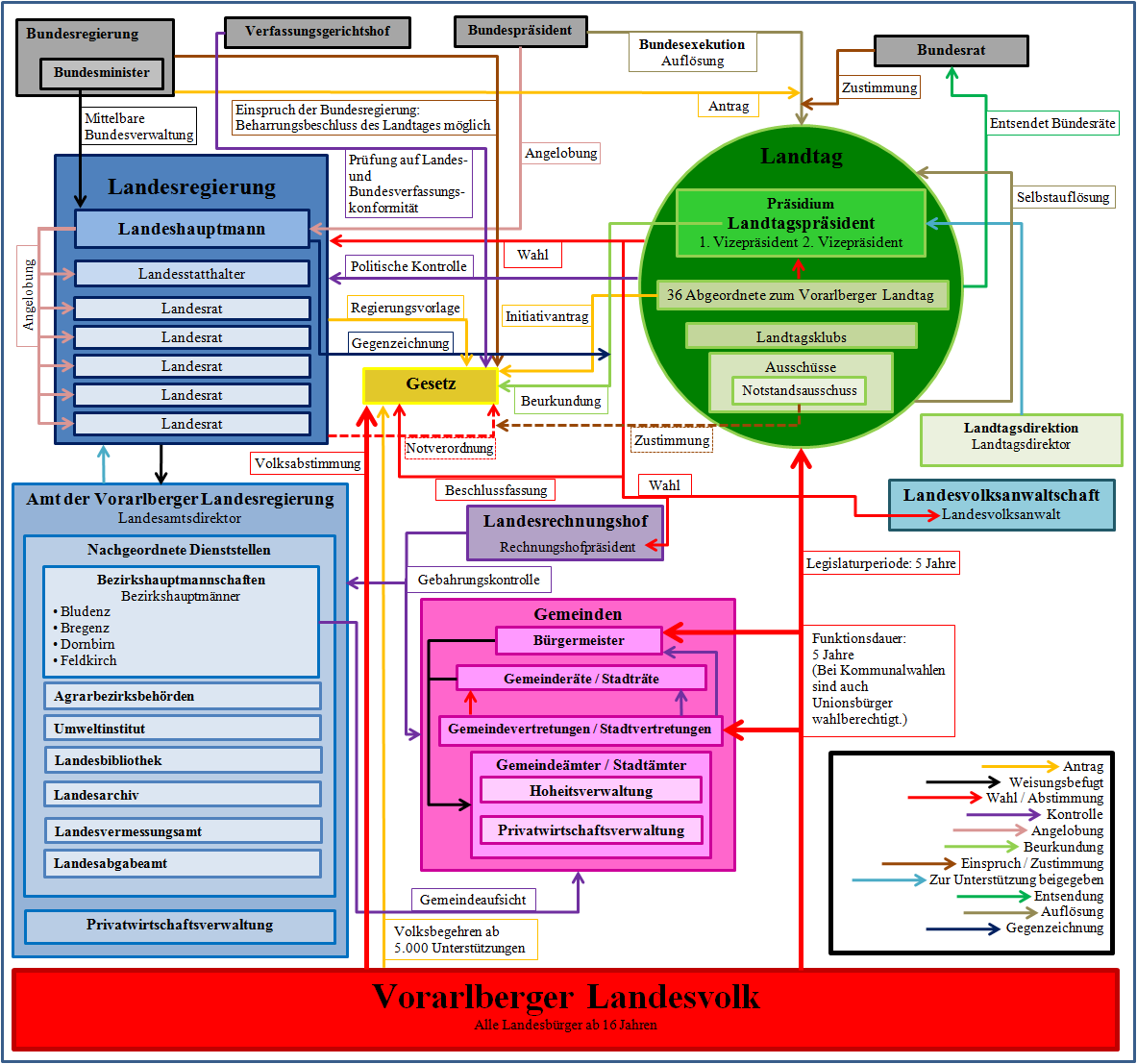
Der Landtag im politischen System Vorarlbergs

Gemäß der Vorarlberger Landesverfassung obliegt dem Landtag neben der Landesgesetzgebung auch die Wahl des Landeshauptmanns, des Landesstatthalters (Landeshauptmannstellvertreter) und der übrigen Landesräte. Die Landesregierung ist dem Landtag verantwortlich. Er wählt und entsendet zu Beginn seiner Legislaturperiode die drei Bundesräte, die Vorarlberg nach der, aufgrund der letzten Volkszählung von 2001 erfolgten, Zuteilung durch den Bundespräsidenten zustehen. Dies sind nach der letzten Landtagswahl 2019 Christine Schwarz-Fuchs (ÖVP), Heike Eder (ÖVP) und Adi Gross (GRÜNE).
Zudem wählt der Landtag den Direktor des Landesrechnungshofes und den Landesvolksanwalt für eine Funktionsperiode von jeweils sechs Jahren. Beide sind Organe des Landtags, sind diesem verantwortlich und haben ihm Rechenschaft abzulegen. Der Landesrechnungshof prüft auf Antrag des Landtages, eines Viertels seiner Mitglieder oder der Landesregierung die finanzielle Gebarung des Landes oder einer Gesellschaft an der das Land mehrheitlich beteiligt ist.

## Auflösung
Vor Ablauf der Gesetzgebungsperiode kann der Landtag durch Mehrheit seine Auflösung beschließen oder vom Bundespräsidenten auf Vorschlag der Bundesregierung und mit Zustimmung des Bundesrates, wobei die Vorarlberger Bundesräte in solch einem Fall von der Abstimmung ausgeschlossen wären, aufgelöst werden. Wird der Landtag aufgelöst, hat die Landesregierung innerhalb von drei Wochen Neuwahlen auszuschreiben.